# سگ دشتی گانیسون
سگ دشتی گانیسون (نام علمی: Cynomys gunnisoni) نام یک گونه از سرده سگ دشتی است.